# Arixi
Arixi is een plaats (frazione) in de Italiaanse gemeente Senorbì.
De plaats lag in de provincie Cagliari totdat deze provincie in 2016 werd opgeheven en Senorbì opging in de huidige provincie Sud Sardegna.